# SOUST
SOUST (Acrónimo en portugués de "Suprema Orden Universal de la Santísima Trinidad") se refiere a la residencia de Inri Cristo, apodo del brasileño Álvaro Thais, conocido por su participación en programas de televisión de su país. Ubicada en las afueras de Brasilia, DF, la propiedad está protegida por armas, alambre de púas, cerca eléctrica, perros y una torre de observación, donde Álvaro vive con otras nueve mujeres, también con vestimentas caracterizadas. Vive allí desde 2006, antes de pasar dos décadas en Curitiba, en el sur de Brasil.